# Fiumara Trionto
Fiumara Trionto este o arie protejată (arie specială de conservare — SAC, sit de importanță comunitară — SCI) din Italia întinsă pe o suprafață de 2.438 ha, integral pe uscat.

## Localizare
Centrul sitului Fiumara Trionto este situat la coordonatele 39°33′29″N 16°44′42″E / 39.558056°N 16.745°E.

## Înființare
Situl Fiumara Trionto a fost declarat sit de importanță comunitară în septembrie 1995 pentru a proteja 22 de specii de animale. Situl a fost protejat și ca arie specială de conservare în iunie 2017.

## Biodiversitate
Situată în ecoregiunea mediteraneană, aria protejată conține 9 habitate naturale: Pseudostepă cu ierburi și specii anuale de Thero-Brachypodietea, Râuri mediteraneene cu debit intermitent, cu specii de Paspalo-Agrostidion, Păduri de stejar alb estice, Vegetație anuală la limita mareei, Râuri cu maluri nămoloase cu vegetație de Chenopodion rubri p.p. și Bidention p.p., Tufărișuri termo-mediteraneene și de pre-deșert, Galerii și tufărișuri riverane sudice (Nerio-Tamaricetea și Securinegion tinctoriae), Păduri de Quercus ilex și Quercus rotundifolia, Râuri mediteraneene cu debit permanent și vegetație de Glaucium flavum.
La baza desemnării sitului se află mai multe specii protejate:
- păsări (18): fluierar de munte (Actitis hypoleucos), pescăruș albastru (Alcedo atthis), fâsă-de-câmp (Anthus campestris), stârc roșu (Ardea purpurea), pasărea ogorului (Burhinus oedicnemus), șorecarul comun (Buteo buteo), ciocârlie-cu-degete-scurte (Calandrella brachydactyla),  prundaș gulerat mic (Charadrius dubius), egretă mică (Egretta garzetta), vânturel roșu (Falco tinnunculus), pescăriță râzătoare (Gelochelidon nilotica), cocor (Grus grus), gaia neagră (Milvus migrans), vultur egiptean (Neophron percnopterus), țigănuș (Plegadis falcinellus), Ptyonoprogne rupestris, rață cârâitoare (Spatula querquedula), călifar alb (Tadorna tadorna)
- amfibieni (1): Salamandrina terdigitata
- nevertebrate (1): Melanargia arge
- reptile (2): șarpele cu patru dungi (Elaphe quatuorlineata), țestoasă bănățeană (Testudo hermanni)

Pe lângă speciile protejate, pe teritoriul sitului au mai fost identificate 7 specii de plante, 4 specii de amfibieni, 3 specii de mamifere, 5 specii de nevertebrate, 2 specii de reptile.